# Stole Dimitrievski
Stole Dimitrievski (mazedonisch Столе Димитриевски; * 25. Dezember 1993 in Kumanovo) ist ein nordmazedonischer Fußballtorwart.

## Karriere

### Verein
Dimitrievski begann seine Karriere bei Rabotnički Skopje. Zur Saison 2010/11 rückte er in den Profikader von Rabotnički. Sein Debüt in der Prva Makedonska Liga gab er im Oktober 2010 gegen Vardar Skopje. In der Saison 2010/11 kam er insgesamt zu zwei Einsätzen. Nach weiteren 16 Einsätzen bis zur Winterpause 2011/12 wechselte er im Januar 2012 nach Italien zu Udinese Calcio, das ihn allerdings direkt nach Spanien an den FC Cádiz verlieh, wo er für die viertklassige Zweitmannschaft spielen sollte. Zur Saison 2012/13 wurde er innerhalb Spaniens an die ebenfalls viertklassige Reserve des FC Granada weiterverliehen. Mit dieser stieg er zu Saisonende in die Segunda División B auf. In dieser kam er in der Saison 2013/14 zu 32 Einsätzen. Im Januar 2014 stand er zudem erstmals im Profikader Granadas, kam allerdings noch nicht zum Einsatz. Im August 2014 debütierte er schließlich gegen Deportivo La Coruña in der Primera División. Dies sollte allerdings sein einziges Spiel für Granadas Profis bleiben. In der Saison 2014/15 kam er neben diesem Einsatz noch zu 36 Drittligaeinsätzen für Granada B. Zur Saison 2015/16 wurde er nach drei Jahren Leihe von Granada fest unter Vertrag genommen. In der Saison 2015/16 absolvierte der Torhüter 28 Partien in der Segunda División B.
Zur Saison 2016/17 wechselte Dimitrievski zum Zweitligisten Gimnàstic de Tarragona. In seiner ersten Spielzeit in Tarragona konnte er sich nicht gegen Kapitän Manolo Reina durchsetzen und absolvierte bis Saisonende neun Partien in der Segunda División. Nach dessen Abgang nach Saisonende übernahm der Mazedonier Reinas Platz im Tor Gimnàstics und kam in der Saison 2017/18 zu 39 Zweitligaeinsätzen. Im August 2018 wechselte er leihweise zum Erstligisten Rayo Vallecano. Im Januar 2019 wurde er von Vallecano fest verpflichtet. In der Saison 2018/19 kam er zu insgesamt 21 Einsätzen in der Primera División, aus der er mit Rayo zu Saisonende allerdings abstieg. In der Saison 2019/20 machte er für den Absteiger 32 Zweitligapartien, in der Spielzeit 2020/21 waren es 28. Am 1. Juli 2024 wechselt Dimitrievski ablösefrei von Rayo Vallecano zum FC Valencia.

### Nationalmannschaft
Dimitrievski spielte 2011 für die mazedonische U-19-Auswahl. Zwischen Januar 2012 und Mai 2014 kam er zu 16 Einsätzen in der U-21-Mannschaft. Nachdem er bereits im Juni 2015 erstmals nominiert worden war, debütierte er im November 2015 in einem Testspiel gegen Marokko für die A-Nationalmannschaft. Mit dieser gelang es ihm sich im November 2020 erstmals für eine EM zu qualifizieren. Für das im Sommer 2021 stattfindende Turnier wurde der Torhüter im Mai 2021 schließlich auch für den nordmazedonischen Kader nominiert, kam aber mit diesem nicht über die Gruppenphase hinaus.